# 西屬東印度群島
西屬東印度群島（西班牙語：Indias Orientales Españolas），是西班牙帝國位於亞太地區、統治時間達三個世紀的殖民地。其範圍包括菲律賓群島、馬里亞納群島、加羅林群島、摩鹿加群島的一部分；也曾一度短暫的包含台灣北部。行政中心最初位於宿霧，後來轉移至馬尼拉。自1565年至1824年，西屬東印度群島行政上聽命於位於墨西哥城的新西班牙總督轄區。墨西哥獨立之後，轉由菲律賓都督府統治。
在1898年的美西戰爭後，絕大多數的島與均為美國所佔；其餘的領地則依德西条约售給德意志帝國。
在統治此地期間，西班牙國王通常身兼「東與西印度群島國王」的頭銜（西班牙語：Rey de las Indias orientales y occidentales）。

## 文化影響

### 西班牙
西班牙對其亞太地區前殖民地的影響甚鉅。大部份菲律賓、關島和馬里亞納群島的居民至今仍信奉西班牙傳教士在16、17世紀傳入的羅馬天主教。大部份這些地區的居民使用西班牙式的姓氏和名字。此外，由於三個世紀以來，皆由西班牙人和墨西哥人帶來新的工具、產品、農作物和技術，因此來自西班牙語的外來語大量地存留在當地語言中。

### 菲律賓
現代，菲律賓人的後代分別占了北馬里亞納群島45%－55%、關島30%－45%和帛琉15–25%的總人口。